# Gólt szerző labdarúgókapusok listája

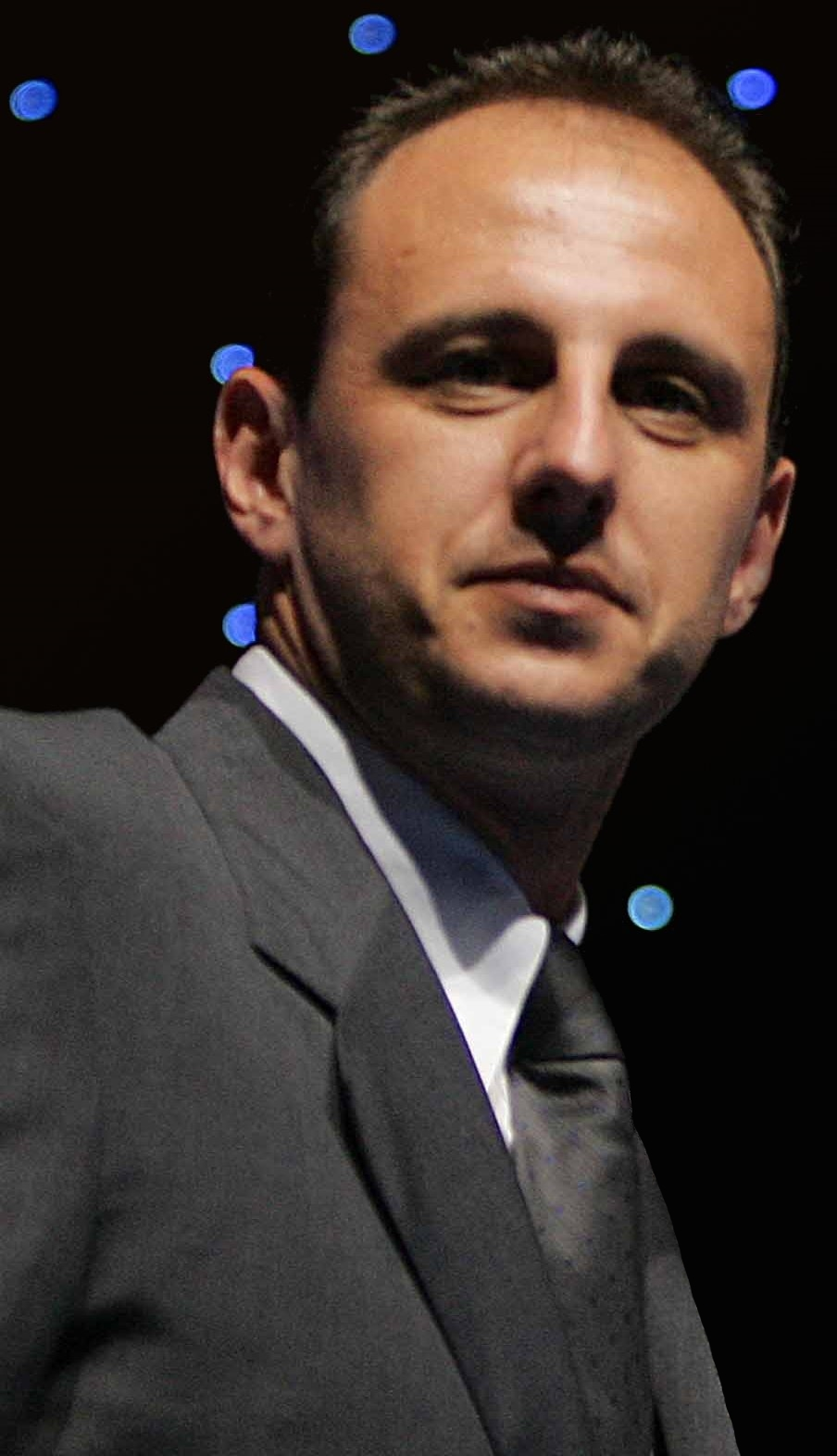
Rogério Mücke Ceni

Ez a lista tartalmazza azokat a labdarúgókapusokat, akik pályafutásuk során legalább egy gólt szereztek. A legtöbb kapus szabadrúgásból vagy 11-esből szerzett gólt. A jelenlegi rekorder a brazil Rogério Ceni, aki eddig 125 gólt szerzett, ebből 61-et büntetőből.
Az első ismert kapus, aki gólt szerzett, Charlie Williams volt, aki 1900 áprilisában a Manchester City játékosaként a Sunderland ellen talált a hálóba. 1999-ben José Luis Chilavert lett az első, aki kapusként 3 gólt szerzett egy mérkőzésen. Csapata ekkor 6–1-re győzött.

## Az eddigi összes gólszerző
Az alábbi listában olyan kapusok szerepelnek, akik profi nemzeti vagy nemzetközi mérkőzésen gólt szereztek.
Frissítve a 20 gólnál többet rúgók listája 2025. 04. 26-án
| Játékos                | Ország              | Csapat(ok) | Gólok | Megjegyzések/Források |
| ---------------------- | ------------------- | --- | ----- | --- |
| Rogério Ceni           | Brazília            | São Paulo | 129   | Legtöbb tizenegyesből szerzett gól. (61) |
| José Luis Chilavert    | Paraguay            | Paraguay, Real Zaragoza, Vélez Sársfield, Peñarol | 67    | Válogatott mérkőzésen szerzett legtöbb találat. (8)                                                                                                |
| Jorge Campos           | Mexikó              | UNAM Pumas, Atlante | 46    | [ 2 ] [ 7 ] |
| Johnny Vegas Fernández | Peru                | Sport Boys, Union Huaral, Universidad San Martín de Porres, FBC Melgar, Sport Ancash, Cienciano, Alianza Atlético, Club Deportivo Pacífico FC, Defensor San Alejandro, Los Caimanes | 45    | [ 2 ] |
| René Higuita           | Kolumbia            | Kolumbia | 43    | [ 2 ] |
| Dimitar Ivankov        | Bulgária            | PFK Levszki Szofija, Kayserispor, Bursaspor | 42    | [ 8 ] |
| Márcio                 | Brazília            | Atlético Goianiense, Goiás, Goiânia | 40    | |
| Fábio Rampi            | Brazília            | Cruzeiro-RS, São José-RS | 39    | |
| Fernando Patterson     | Costa Rica          | Xelajú, Cobán Imperial, Puntarenas, Ramonense | 35    | |
| Hans-Jörg Butt         | Németország         | VfB Oldenburg, Hamburger SV, Bayer Leverkusen, FC Bayern München, FC Bayern München II                                                                                              | 33    | Ebből kettőt a Bajnokok Ligájában, egyet a német ligakupában szerzett.                                                                             |
| Misael Alfaro          | Salvador            | Luis Ángel Firpo, San Salvador FC, Águila, Alianza, Metapán | 31    | [ 2 ] |
| Dragan Pantelić        | Jugoszlávia         | Yugoslavia, Radnički Niš, Bordeaux | 29    | [ 2 ] |
| Exar Rosales           | Peru                | Los Caimanes, Atlético Minero, Deportivo Municipal, Comerciantes Unidos, Juan Aurich                                                                                                | 26    | |
| Žarko Lučić            | Szerbia, Montenegró | Rudar Pljevlja, Budućnost Podgorica, Kom Podgorica, Mladost Podgorica | 25    | [ 2 ] |
| Marco Cornez           | Chile               | Palestino | 24    | [ 2 ] |
| Vincent Enyeama        | Nigéria             | Ibom Stars, Enyimba, Hapóél Tel Aviv | 24    | |
| Rafael Dudamel         | Venezuela           | Venezuela, Santa Fe, Zulia, Quilmes, Deportivo Cali, Unión Maracaíbo, Estudiantes de Mérida                                                                                         | 22    | [ 10 ] [ 11 ] [ 12 ] [ 13 ] |
| Phan Văn Santos        | Vietnám             | Đồng Tâm Long An, Navibank Saigon | 22    | |
| Nizami Sadiqov         | Azerbajdzsán        | Turan Tovuz | 21    | [ 2 ] |
| Gaspar Servio          | Argentína           | Banfield, Independiente Rivadavia, Guaraní, Rosario Central, Tacuary | 21    | |
| Cristian Luccheti      | Argentína           | Banfield, Atlético Tucumán | 20    | [ 14 ] |
| Sebastián Saja         | Argentína           | San Lorenzo, Grêmio, Racing | 20    | |
| Tiago                  | Brazília            | Portuguesa, Vasco da Gama | 15    | [ 15 ] |
| Ignacio González       | Argentína           | Racing Club, UD Las Palmas | 14    | [ 16 ] |
| Peter Schmeichel       | Dánia               | Aston Villa, Brøndby, Dánia, Hvidovre IF, Manchester United | 13    | [ 17 ] |
| Alejandro Sinisterra   | Kolumbia            | Cúcuta, Bucaramanga, Deportivo Cali | 13    | [ 10 ] |
| Les Pogliacomi         | Ausztrália          | Wollongong Wolves | 6     | [ 18 ] |
| Rapp Imre              | Magyarország        | Tatabányai Bányász, Pécsi MSC | 5     | mindegyik tizenegyesből |
| Szűcs Lajos            | Magyarország        | Újpest, Ferencváros | 5     | mindegyik tizenegyesből |
| Danilo Aceval          | Paraguay            | Cerro Porteño, Ñublense | 5     | [ 19 ] [ 20 ] [ 21 ] |
| Luis Barbat            | Uruguay             | Independiente, Tolima, América de Cali | 5     | [ 10 ] |
| Julio César Falcioni   | Argentína           | América de Cali | 5     | [ 10 ] |
| Hamish McAlpine        | Skócia              | Dundee United, Raith Rovers | 4     | [ 22 ] |
| Gilbert Bodart         | Belgium             | Standard Liège | 3     | [ 23 ] |
| Erick Lonnis           | Costa Rica          | Saprissa | 3     | [ 24 ] |
| Óscar Pérez            | Mexikó              | U23-as válogatott, Cruz Azul, Pachuca | 3     | [ 25 ] [ 26 ] |
| Federico Vilar         | Argentína           | Atlante | 3     | [ 27 ] [ 28 ] [ 29 ] |
| Carlos Arias           | Kolumbia            | Cúcuta, Unión Magdalena | 2     | [ 10 ] |
| Miguel Angel Calero    | Kolumbia            | Deportivo Cali | 2     | [ 10 ] |
| José Castañeda         | Kolumbia            | Atlético Nacional | 2     | [ 10 ] |
| Clemer                 | Brazília            | Portuguesa, Internacional | 2     | [ 30 ] [ 31 ] |
| Eduardo                | Brazília            | Bangu, Atlético-MG | 2     | [ 32 ] |
| Hiran                  | Brazília            | Guarani FCGuarani, Santo André | 2     | [ 33 ] |
| Andreas Köpke          | Németország         | Nürnberg | 2     | Tizenegyesekből |
| Jens Lehmann           | Németország         | Schalke | 2     | Az első kapus, aki a Bundesligában akciógólt szerzett.                                                                                             |
| Campbell Money         | Skócia              | St. Mirren | 2     | [ 37 ] |
| Paul Robinson          | Anglia              | Leeds United, Tottenham Hotspur | 2     | [ 38 ] |
| Alex Stepney           | Anglia              | Manchester United | 2     | [ 39 ] |
| Gulyás Géza            | Magyarország        | Ferencvárosi TC | 1     | A búcsúmérkőzésén 1971. június 27-én, az FTC-Dunaújváros mérkőzésen (2-0) a 88. percben állt be és a második gólt szerezte 11-esből a 90. percben. |
| Bicskei Bertalan       | Magyarország        | Bp. Honvéd SE | 1     | Tizenegyesből |
| Király Gábor           | Magyarország        | Hertha BSC | 1     | Egy felkészülési mérkőzésen |
| Hegedüs Lajos          | Magyarország        | Puskás Akadémia FC | 1     | |
| Acúrcio                | Portugália          | Porto | 1     | [ 41 ] |
| Ever Hugo Almeida      | Paraguay            | Olimpia Asunción | 1     | [ 42 ] |
| Marco Amelia           | Olaszország         | Livorno | 1     | [ 43 ] |
| Osvaldo Ayala          | Kolumbia            | Independiente Medellín | 1     | [ 10 ] |
| Arjan Beqaj            | Albánia             | ÓFI Kréta | 1     | Az első kapus, aki a görög bajnokságban fejjel szerzett gólt.                                                                                      |
| Ezequiel Berdín        | Argentína           | Atenas de Río Cuarto | 1     | [ 45 ] |
| Roberto Bonano         | Argentína           | River Plate | 1     | [ 5 ] |
| René Borkovic          | Svájc               | Svájc | 1     | [ 46 ] |
| Carlos Bossio          | Argentína           | Estudiantes | 1     | [ 47 ] |
| Adin Brown             | USA                 | Aalesund | 1     | [ 48 ] |
| Osmar Brunelli         | Chile               | Fernández Vial | 1     | [ 19 ] |
| Bruno                  | Brazília            | Flamengo | 1     | [ 49 ] |
| Dieter Burdenski       | Németország         | Werder Bremen | 1     | Tizenegyesből |
| Miguel Calero          | Kolumbia            | Pachuca | 1     | [ 51 ] |
| Danny Cepero           | USA                 | New York Red Bulls | 1     | [ 52 ] |
| Jesús Contreras        | Mexikó              | Monterrey | 1     | [ 53 ] |
| Julio Cozzi            | Argentína           | Millonarios | 1     | [ 10 ] |
| Mark Crossley          | Anglia              | Sheffield Wednesday | 1     | [ 54 ] |
| Jaime Deluque          | Kolumbia            | Unión Magdalena | 1     | [ 10 ] |
| Harry Dowd             | Anglia              | Manchester City | 1     | [ 55 ] |
| Eszám el-Hadari        | Egyiptom            | Al-Ahly | 1     | [ 56 ] |
| George Farm            | Skócia              | Blackpool | 1     | [ 57 ] |
| Adam Federici          | Ausztrália          | Reading | 1     | [ 58 ] |
| Daniel Francovig       | Uruguay             | Táchira | 1     | [ 59 ] |
| Brad Friedel           | USA                 | Blackburn Rovers | 1     | [ 60 ] |
| Jimmy Glass            | Anglia              | Carlisle United | 1     | [ 61 ] |
| Andy Goram             | Skócia              | Hibernian | 1     | [ 62 ] |
| Matt Gregg             | Anglia              | University College Dublin | 1     | [ 63 ] |
| Bruce Grobbelaar       | Zimbabwe            | Crewe Alexandra | 1     | [ 64 ] |
| Volkmar Groß           | Németország         | Tennis Borussia Berlin | 1     | Tizenegyesből |
| Iain Hesford           | Anglia              | Maidstone United | 1     | [ 66 ] |
| Claudio Ibarra         | Kolumbia            | Once Caldas | 1     | [ 10 ] |
| Eldin Jakupović        | Svájc               | Grasshopper | 1     | [ 67 ] |
| Pat Jennings           | Észak-Írország      | Arsenal | 1     | [ 68 ] |
| Jung Sung-Ryong        | Dél-Korea           | Dél-Korea | 1     | [ 69 ] |
| Peter Keen             | Anglia              | Carlisle United | 1     | [ 70 ] |
| Richard Kingson        | Ghána               | Ghána | 1     | [ 71 ] |
| Lauro                  | Brazília            | Ponte Preta | 1     | [ 72 ] |
| Wilfredo Leyton        | Chile               | Deportivo Aviación | 1     | [ 73 ] |
| Andrew Lonergan        | Anglia              | Preston North End | 1     | [ 74 ] |
| Chris MacKenzie        | Anglia              | Hereford United | 1     | [ 75 ] |
| Luís Martínez          | Kolumbia            | Kolumbia | 1     | [ 76 ] |
| Eduardo Martini        | Brazília            | Avaí | 1     | [ 77 ] |
| Jason Matthews         | Anglia              | Weymouth | 1     | [ 78 ] |
| Frank Moss             | Anglia              | Arsenal | 1     | [ 79 ] |
| Carlos Munuti          | Argentína           | Once Caldas | 1     | [ 10 ] |
| Nauzet                 | Spanyolország       | Fuerteventura | 1     | [ 80 ] |
| Nuno                   | Portugália          | Porto | 1     | [ 81 ] |
| Jerôme Palatsi         | Franciaország       | Vitória SC | 1     | [ 82 ] |
| Andrés Palop           | Spanyolország       | Sevilla | 1     | [ 3 ] |
| Nicolás Peric          | Chile               | Universidad de Concepción | 1     | [ 83 ] |
| Michael Petkovic       | Ausztrália          | Sivasspor | 1     | [ 84 ] |
| Martin Pieckenhagen    | Németország         | Heracles Almelo | 1     | [ 85 ] |
| Mart Poom              | Észotrszág          | Sunderland | 1     | [ 86 ] |
| Michelangelo Rampulla  | Olaszország         | Cremonese | 1     | [ 3 ] |
| Oliver Reck            | Németország         | Schalke | 1     | Tizenegyesből |
| Riça                   | Portugália          | Vizela | 1     | [ 88 ] |
| Ricardo                | Portugália          | Varzim | 1     | [ 89 ] |
| Tony Roberts           | Wales               | Dagenham & Redbridge | 1     | [ 90 ] |
| Pedro Rodríguez        | Kolumbia            | Deportivo Pereira | 1     | [ 10 ] |
| Frank Rost             | Németország         | Werder Bremen | 1     | Szabadrúgásból |
| Oswaldo Sánchez        | Mexikó              | Chivas | 1     | [ 92 ] |
| Edwin van der Sar      | Hollandia           | Ajax | 1     | [ 93 ] |
| Steve Sherwood         | Anglia              | Watford | 1     | [ 94 ] |
| Peter Shilton          | Anglia              | Leicester City | 1     | [ 94 ] |
| Paul Smith             | Anglia              | Nottingham Forest | 1     | [ 95 ] |
| Massimo Taibi          | Olaszország         | Reggina | 1     | [ 96 ] |
| Emanuel Trípodi        | Argentína           | C.A.I. | 1     | [ 97 ] |
| Gavin Ward             | Anglia              | Tranmere Rovers | 1     | [ 98 ] |
| Charlie Williams       | Anglia              | Manchester City | 1     | A legelső kapus, akit feljegyeztek a statisztikák.                                                                                                 |
| Grégory Wimbée         | Franciaország       | AS Nancy | 1     | [ 99 ] |
| Zé Carlos              | Brazília            | Flamengo | 1     | [ 100 ] |